# Сковайса, Лукаш
Лу́каш Скова́йса (словац. Lukáš Skovajsa; род. 27 марта 1994, Тренчин) — словацкий футболист, защитник чешского клуба «Динамо (Ческе-Будеёвице)».

## Карьера
Лукаш начал заниматься футболом в команде из родного города «Тренчин».
За основной состав словацкого клуба защитник дебютировал 25 сентября 2012 года во встрече Кубка Словакии. Вскоре он провёл и первую игру в чемпионате, выйдя на поле с первых минут матча с «Нитрой». В сезоне 2012/13, как и 2013/14, Сковайса больше игр за «Тренчин» не проводил.
В 2015 году «Тренчин» стал обладателем кубка Словакии, а Лукаш провёл 2 матча розыгрыша, которые пришлись на встречи предварительного этапа с «Локомотивом» из Кошице и «Локомотивом» из Зволена.
30 сентября 2014 года, спустя почти два года после дебюта, Сковайса вновь сыграл в чемпионате Словакии. 30 мая 2015 года Лукаш в заключительной игре сезона 2014/15 отметился первым в карьере забитым мячом

## Достижения
«Тренчин»
- Чемпион Словакии (1): 2014/15
- Обладатель Кубка Словакии (1): 2014/15